# AEZ Zakakiou
Die Athletic Union of Zakaki, aufgrund der griechischen Bezeichnung Αθλητική Ένωση Ζακακίου oftmals als AEZ abgekürzt,  ist ein zyprischer Fußballverein aus dem Limassoler Stadtteil Zakaki.

## Geschichte
Der Klub wurde 1956 gegründet und spielte lange Zeit nur im unterklassigen Ligabereich. Nach der Meisterschaft in der Fourth Division 1992 schaffte der Klub den direkten Durchmarsch als Drittligameister in die Second Division. 1997 stieg er wieder ab, schaffte aber den direkten Wiederaufstieg. Gemeinsam mit Omonia Aradippou und Adonis Idaliou verpasste sie 2002 erneut den Klassenerhalt. Anschließend etablierte sich der Klub im mittleren Tabellenbereich der Third Division, erst 2012 gelang als Tabellendritter hinter AEK Kouklia und Nikos & Sokratis Erimis die Zweitligarückkehr.
2016 wurde AEZ hinter Karmiotissa FC Vizemeister der Second Division und stieg erstmals in die First Division auf. Nachdem dem Klub in der Spielzeit 2016/17 aufgrund von auffälligen Wettaktivitäten sechs Punkte abgezogen wurden, beendete der Klub die nach nur einem Saisonsieg sportlich ohnehin auf einem Abstiegsplatz endende Saison als Schlusslicht hinter Mitaufsteiger Anagennisi Deryneia. In der Spielzeit 2019/20 rutschte der Klub in der Second Division als Teilnehmer der Abstiegsrunde in den Abstiegskampf, aufgrund der COVID-19-Pandemie wurde die Spielzeit jedoch unter Verzicht auf Absteiger abgebrochen. In der folgenden Spielzeit stieg der Klub jedoch ab, schaffte aber den direkten Wiederaufstieg. Als Meister der regulären Spielzeit erreichte der Klub auch in der Second Division die Aufstiegsrunde, wo die Mannschaft sich hinter Othellos Athienou als Tabellenzweite für den Wiederaufstieg in die First Division qualifizierte.